# Nacna splendens
Nacna splendens är en fjärilsart som beskrevs av Moore 1888. Nacna splendens ingår i släktet Nacna och familjen nattflyn. Inga underarter finns listade i Catalogue of Life.